# Rasmus Meyer Ejlersen
Rasmus Meyer Ejlersen (* 23. Juni 1998) ist ein dänischer Handballspieler.

## Karriere
Rasmus Meyer Ejlersen begann das Handballspielen bei HK 73 Rask Mølle und wechselte bereits in der Jugend zu Skanderborg Aarhus Håndbold. Ab 2018 spielte er für Fredericia HK. Mit Fredericka stieg er 2019 in die Håndboldligaen auf. Im Sommer 2023 unterschrieb er einen Zweijahresvertrag beim deutschen Erstligisten HSG Wetzlar. Seit dem Sommer 2025 läuft er für den dänischen Erstligisten Ribe-Esbjerg HH auf.
Mit der dänischen Jugend-Nationalmannschaft belegte er bei der U18-Europameisterschaft 2016 den 5. Platz. Mit der Junioren-Nationalmannschaft belegte er bei der U20-Europameisterschaft 2018 den 12. Platz.